# Тольский, Николай Алексеевич
Николай Алексеевич Тольский (1832—1891) — педиатр, заслуженный профессор (1887) и декан медицинского факультета Московского университета.

## Биография
Его дед Яков был дьяконом в Толгском монастыре, откуда и произошла их фамилия. Сын дьякона Алексей Яковлевич во Всероссийском медицинском списке значился сначала как Толгский, а с 1840 года — как «Тольский А. Я., штаб-лекарь»; на протяжении почти 40 лет, состоял городским и уездным врачом в Усмани, затем в Липецке. В семье Алексея Яковлевича было 9 дочерей и 2 сына, один из которых умер в детстве.
Николай Алексеевич Тольский среднее образование получил в частном пансионе Эннеса; затем учился на медицинском факультете Московского университета (1848—1853), который окончил со званием лекаря с отличием. Тольский подчёркивал, что многим обязан занятиям у профессора Ф. И. Иноземцева. Был утверждён в должности ассистента по кафедре акушерства и женских болезней университета. Защитил диссертацию «Об искусственных преждевременных родах» (1858) на степень доктора медицины и 1859—1861 годах продолжил образование в старейших медицинских школах Европы (Германии, Франции, Австрии). По возвращении в Россию Совет медицинского факультета определил Н. А. Тольского адъюнктом кафедры и поручил ему чтение самостоятельного курса детских болезней. В 1863 году Н. А. Тольский был утверждён в звании доцента. Им была разработана программа преподавания, где большое место уделялось клиническому обследованию ребёнка.
В 1866 году при Московском университете была открыта детская клиника. Её открытию предшествовала большая борьба, активные дебаты в Учёном совете; помощь Н. А. Тольскому оказал Г. А. Захарьин, который выделил койки из своей терапевтической клиники.
Чтобы расширить наблюдения за больными детьми, в 1870 году, Тольский в соответствии с его желанием был назначен главным врачом московской детской больницы на Бронной улице, куда он пригласил для работы А. Б. Фохта и фон дер Брюгера.
В 1873 году Тольский был утверждён экстраординарным профессором по кафедре акушерства московского университета. Он преподавал курсы по акушерству и детских болезнях. Теоретические основы педиатрии студенты слушали на 3-м курсе, а клиническую практику проходили на 4-м курсе. Он обращал внимание на наиболее талантливых учеников: из одиннадцати врачей, состоявших ординаторами у профессора Н. А. Тольского в клинике детских болезней, семь защитили диссертацию на степень доктора медицины и трое из них стали профессорами детских болезней, двое — ассистентами в клинике детских болезней. Среди наиболее выдающихся учеников Н. А. Тольского — Н. Ф. Филатов, Н. С. Корсаков, Н. П. Гундобин, А. Н. Филиппов. 
В 1875 году Н. А. Тольский покинул пост главного врача в детской больнице. С 1872 по 1874 годы он избирался председателем физико-медицинского общества. Ординарный профессор (с 1879). Декан медицинского факультета московского университета (1880—1882). После истечения 25-летнего срока службы Тольский ещё дважды оставался в университете на 5 лет.
В 1891 году была открыта детская клиника на Девичье поле, построенная на средства университета. Тольский принимал активное участие в разработке проекта совместно с Ф. Ф. Эрисманом; однако до открытия клиники не дожил трёх месяцев. Похоронен Н. А. Тольский на Ваганьковском кладбище, участок № 14.
Библиотека Тольского из 849 названий в 1000 томах, была по его эавещанию пожертвована Московскому университету, но затерялась в общей медицинской библиотеке, хотя его жена, Елизавета Алексеевна, ставила условием, чтобы библиотека находилась в детской больнице им. М. А. Хлудова и носила название «Библиотека покойного профессора Тольского».

## Сочинения
- De partu arte praematurandi (M., 1858);
- Значение и сущность прений Парижской медицинской академии о послеродовой горячке («Московская медицинская газета», 1858);
- Самопроизвольное вправление выворота матки после перевязки полипа («Московская медицинская газета», 1859);
- Кесарское сечение на живой женщине с успехом для младенца («Московская медицинская газета», 1862);
- Щипцы Кристеллара («Московская медицинская газета»,);
- О значении гигиены в общественной жизни и в особенности в применении её к нашим лечебным заведениям («Труды 2 съезда естествоиспытателей и врачей», 1869).